# 조반니 카라촐로

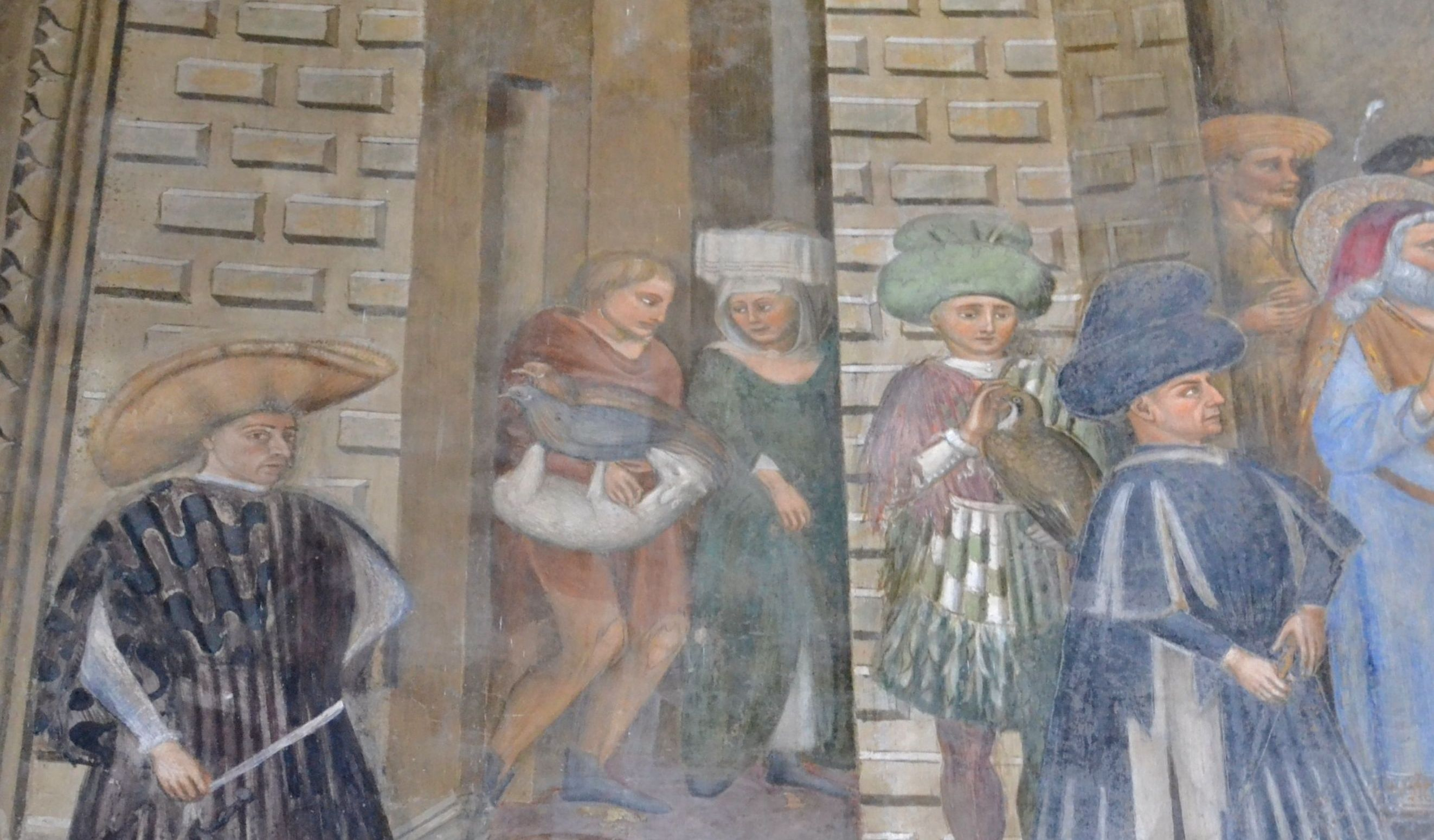

조반니 카라촐로(Giovanni Caracciolo, 1372년 경 – 1432년 8월 19일)는 세르잔니(Sergianni)라고 자주 불렸던 나폴리 왕국의 귀족이었으며, 나폴리의 여왕 조반나의 수상이자 총신이었다.
여왕 조반나와의 관계 때문에 (1416년쯤에 시작), 카라촐로는 나폴리 궁전내 상당한 권력과 많은 부를 축적할 수 있었다. 1425년쯤 그는 나폴리 왕국의 시니스칼코 (총리), 아벨리노 백작, 카푸아, 멜피, 베노사와 더불어 캄파니아와 풀리아 지역 일대 여러 영지의 영주였다.
세르잔니는 나폴리의 정치와 재정을 거의 다 장악하고 있을 때까지 왕국내에서 강화된 권력을 얻을 수 있었다. 그는 교황의 지지를 포기하겠다는 결정 배후에 있었고, 마침내 이 결정은 루이 3세 당주의 침략과 아라곤의 알폰소 5세를 후계자로 삼겠다는 조반나의 결정을 불러 일으켰다.
알폰소는 1423년 5월에 세르잔니를 체포했다. 그러나 아라곤 병사들이 카푸아노 성 공성전에서 조반나를 붙잡는데 실패하면서 세르잔니는 자유가 되었고 여왕과 함께 아베르사로 달아났다. 상황은 알폰소가 스페인으로 돌아가면서 정리가 되었고, 여왕은 루이와 함께 나폴리로 돌아와 그에게 후계자 자리를 약속하였다. 루이는 즉시 칼라브리아에 있는 그의 영지로 돌아가 쉬었던 병약한 자였고, 세르잔니의 권력은 더욱 커져갔다. 세르잔니의 대담한 야망이 1432년에 벌어진 그의 암살에 조반나가 영향을 미쳤을지도 모른다.
1432년 8월 19일 세르잔니 카라촐로는 카푸아노 성에 있는 그의 방에서 여왕의 휘하에 있던 기사 4명에게 칼에 찔려 사망했다.
그의 정교하게 조각된 무덤은 나폴리에 있는 산 조반니 카르보나라 교회에 위치해 있다.